# Blizzard Ski
Blizzard Ski är en österrikisk tillverkare av alpina skidor, bindningar och stavar. Företaget tillverkade sina första skidor 1945. Utveckling och tillverkning är baserad i staden Mittersill, Österrike och i Giavera del Montello, Italien.
Blizzard köptes i oktober 2006 av italienska Tecnica Group. Varumärket Blizzard används precis som tidigare.

## Källhänvisningar
1. ↑  ”FAQ's from Blizzard Sport USA” (på engelska). blizzardsportusa.com. Arkiverad från originalet den 19 maj 2015. https://web.archive.org/web/20150519002753/http://www.blizzardsportusa.com/FAQs/. Läst 13 maj 2015.